# بلانکنبرژ
شهر بلانکنبرژ (به فرانسوی: Blankenberge) در شهرستان بروژ در استان فلاندری غربی در منطقه فلاندری در کشور بلژیک واقع شده‌است.

## نگارخانه

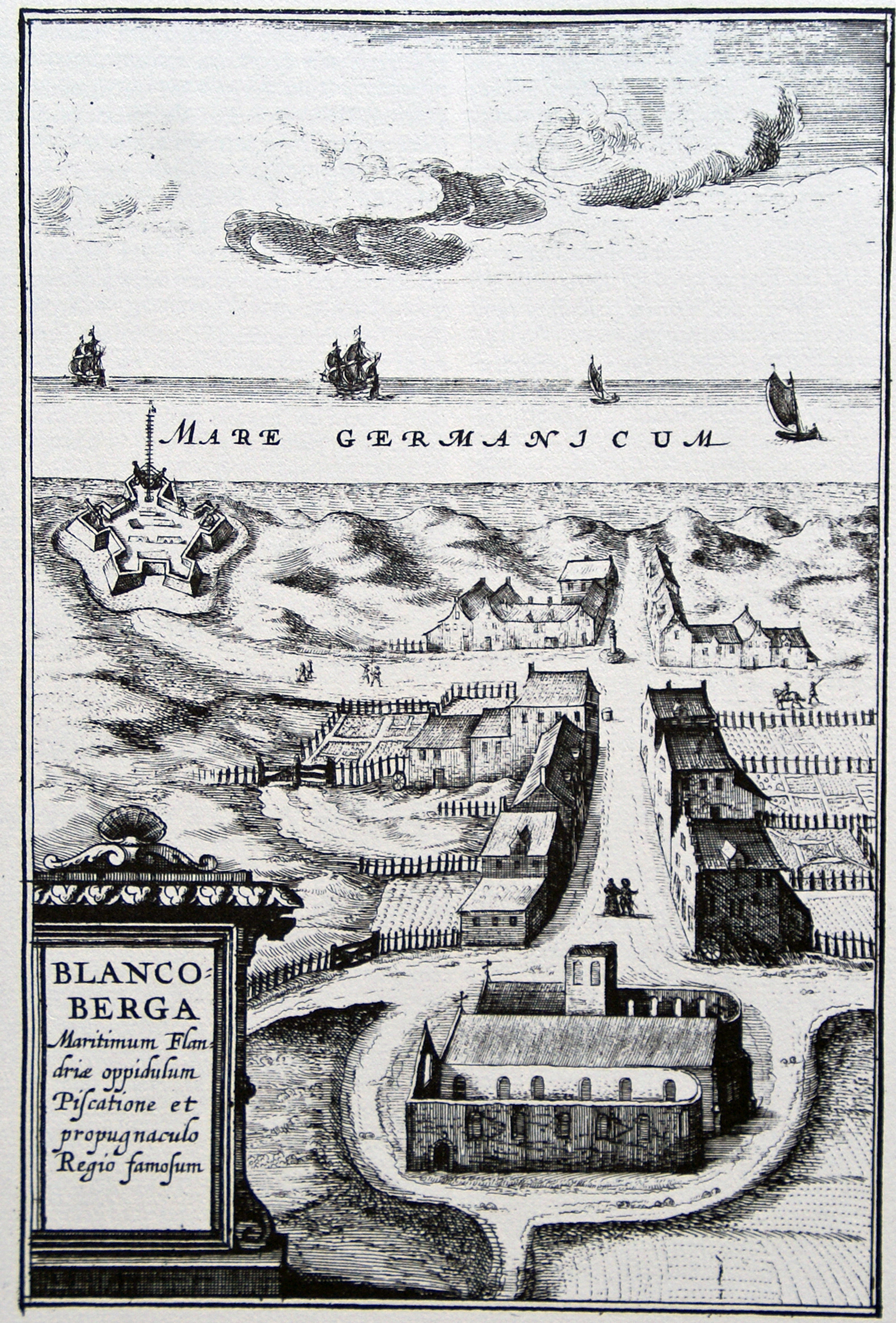
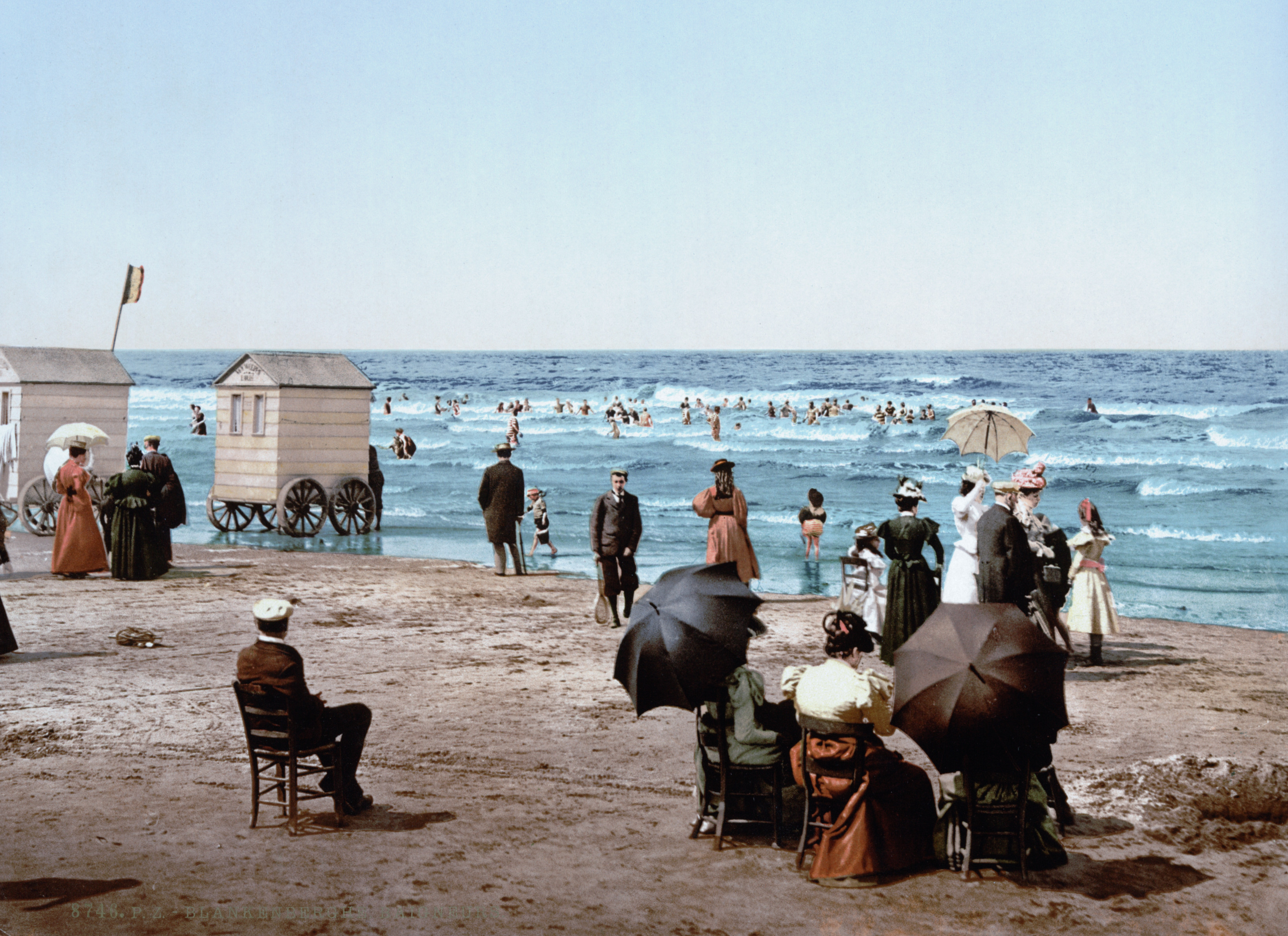
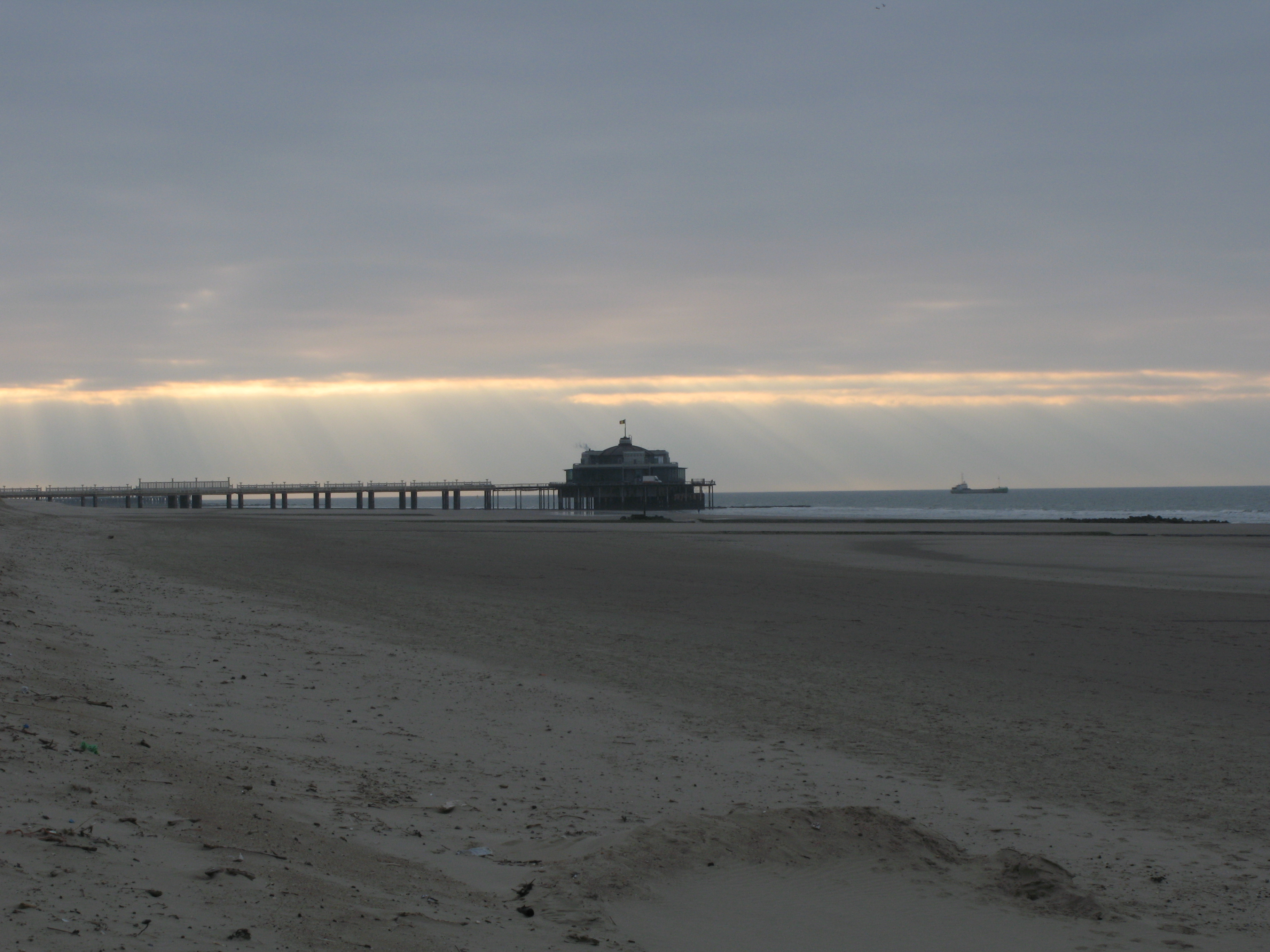
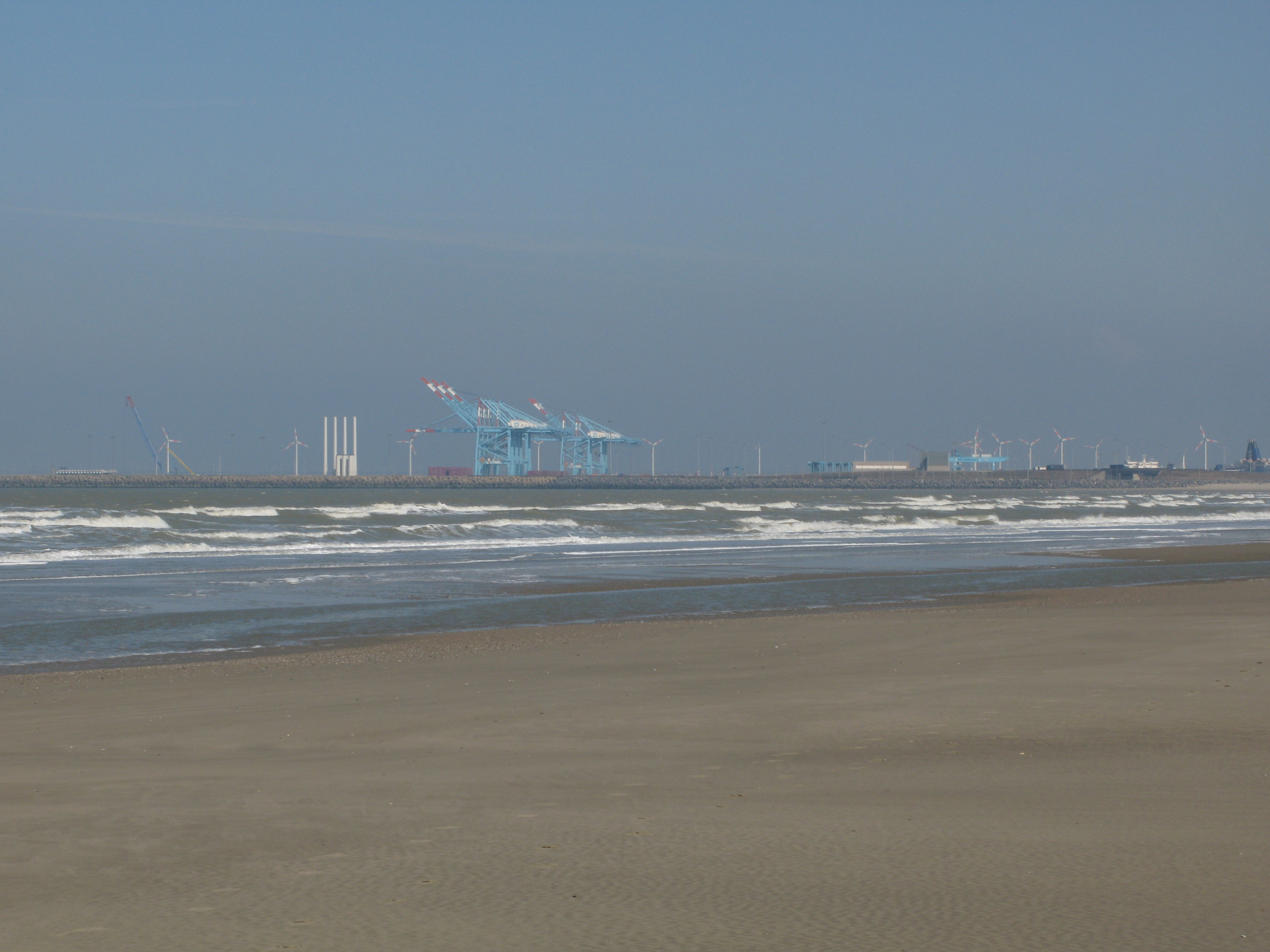
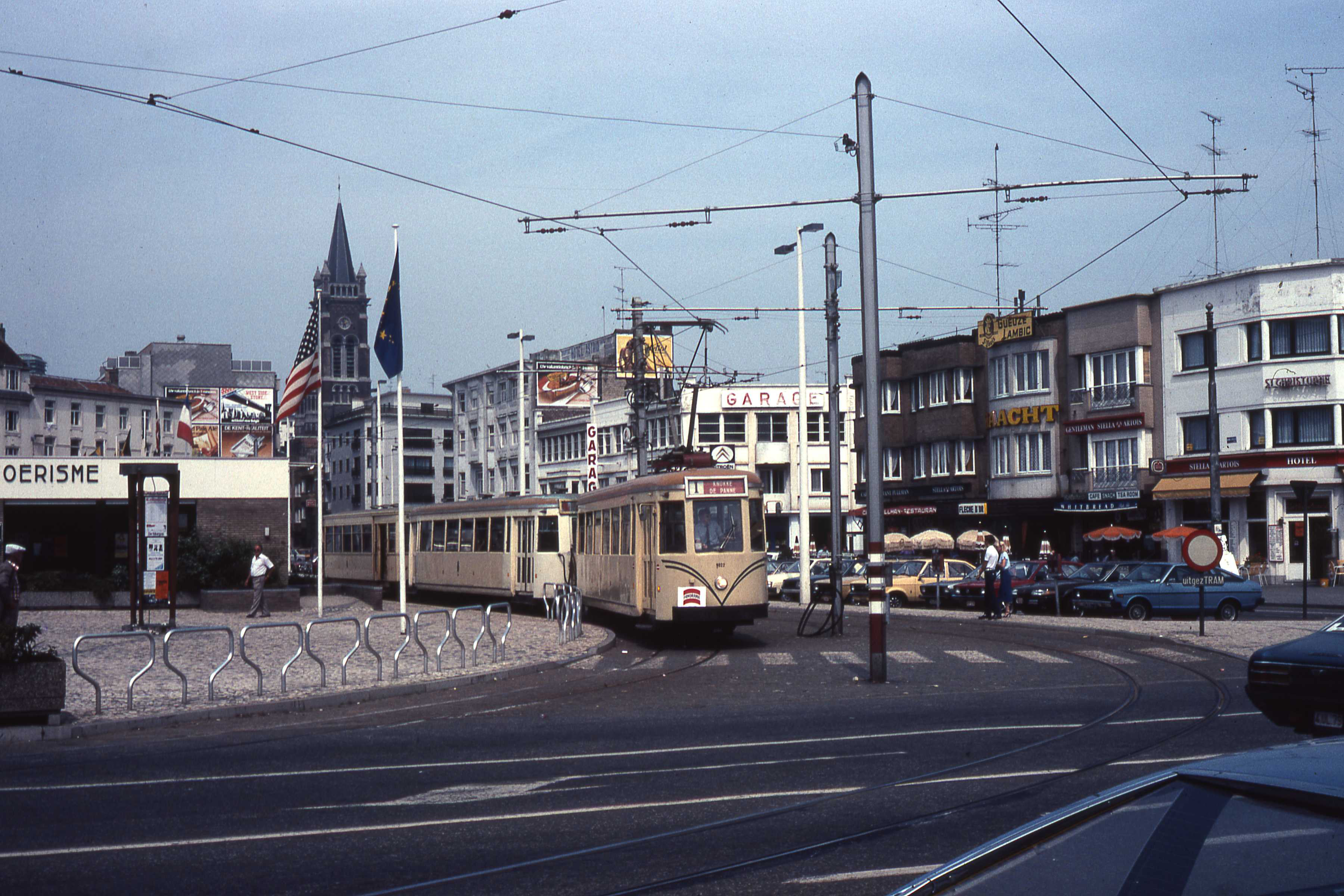
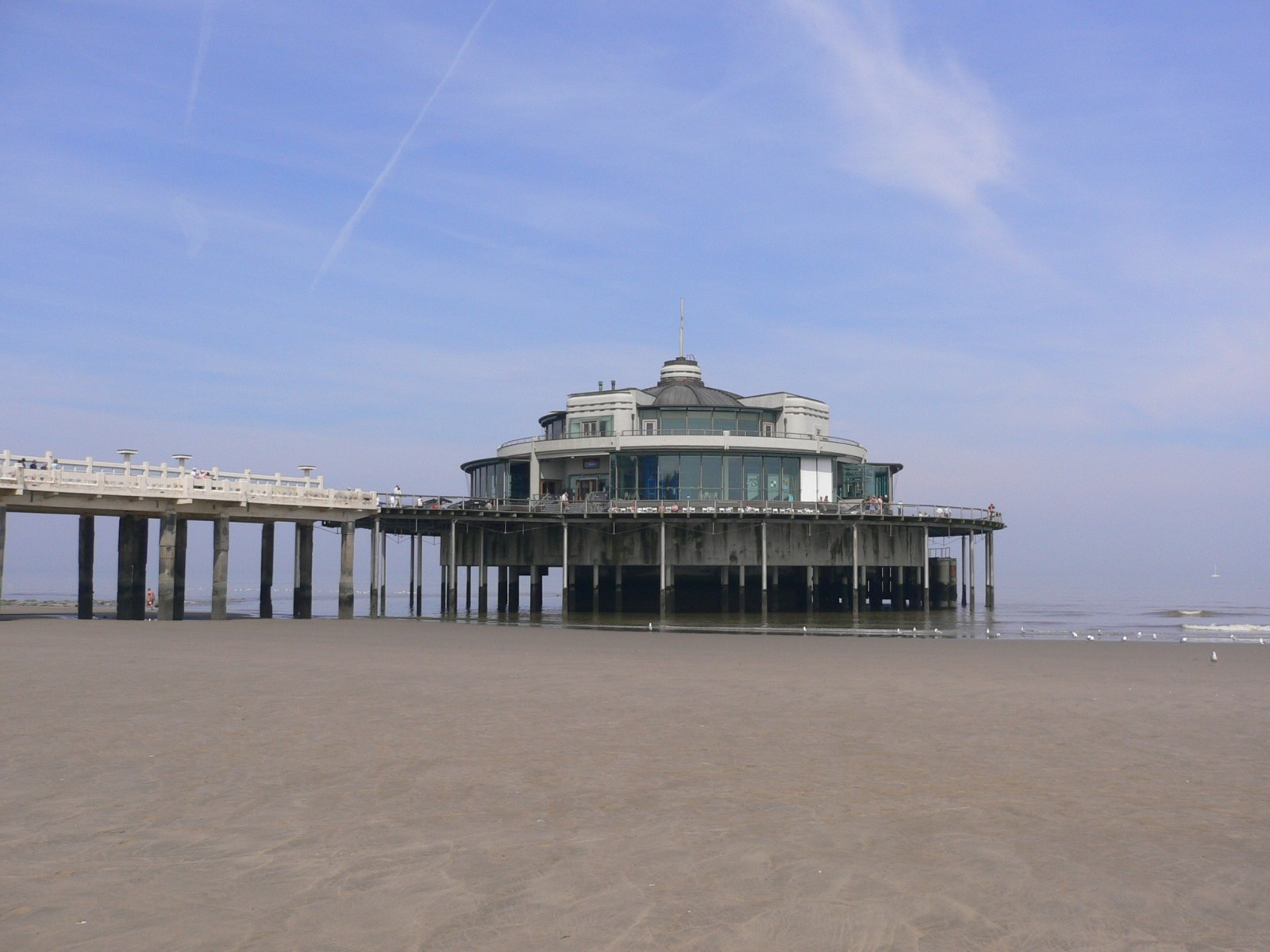
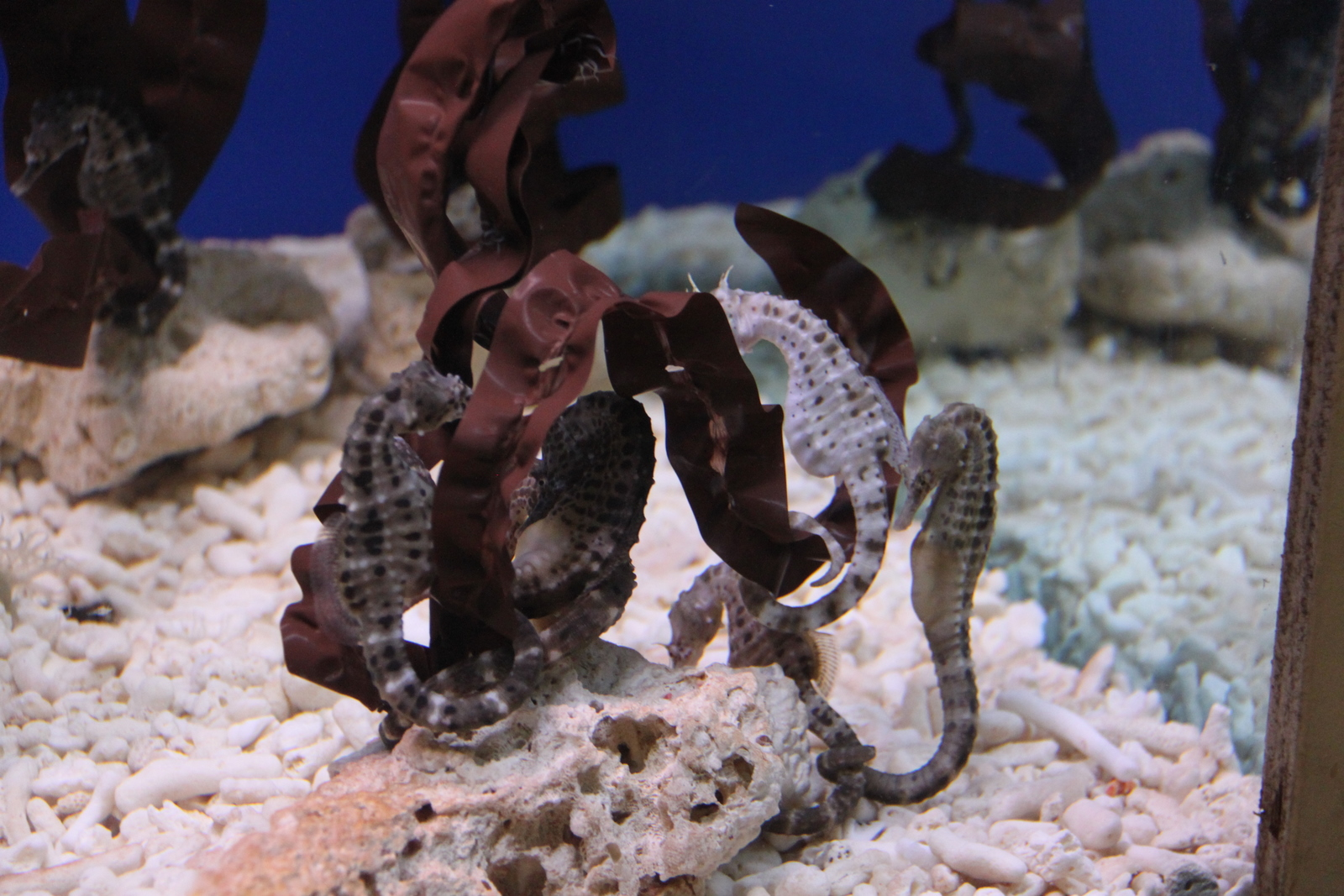